# Marion Barry
Marion Barry, né le 6 mars 1936 à Itta Bena au Mississippi et mort le 23 novembre 2014 à Washington, D.C., est un homme politique américain, membre du Parti démocrate et maire du district de Columbia de 1979 à 1991 et de 1995 à 1999.

## Sources
- (en) Cet article est partiellement ou en totalité issu de l’article de Wikipédia en anglais intitulé « Marion Barry » (voir la liste des auteurs).